# Benny Hill
Alfred Hawthorne "Benny" Hill, född 21 januari 1924 i Southampton, Hampshire, död 19 april 1992 i Teddington, Borough of Richmond, London, var en brittisk komiker, skådespelare och sångare, mest känd för sitt TV-program The Benny Hill Show.

## Karriär
Namnet Benny tog han som artistnamn inspirerad av den amerikanska komikern Jack Benny som var en förebild. Han gjorde debut i TV 1949 och var framgångsrik som radiopersonlighet på 1950-talet. 1955 gjorde han sin första TV-show på BBC. 1969 gick han över till Thames Television. Hans komediserie på TV, The Benny Hill Show, sändes i över 100 länder, men fick även utstå en del kritik för att många av skämten var buskisaktiga eller med förkärlek anspelade på sex och damer med väl tilltagna behag. Hans show lades ned av Thames Television 1989.
Han avled ensam i sitt hem i London-förorten Teddington, troligen den 19 april 1992. Först den 21 april slog grannar larm om att allt antagligen inte stod rätt till och Hills kropp hittades då av polis och sjukvårdspersonal. I efterhand har man fastställt den 19 april som det troligaste dödsdatumet. Osäkerheten som omgav dödsfallet är anledningen till att även den 18 april och den 20 april florerar i olika källor som Hills dödsdatum.